# Ma Ning
Ma Ning (马宁; Fuxin, 14 giugno 1979) è un arbitro di calcio cinese internazionale dal 2011.

## Biografia
È un insegnante del Wuxi Vocational and Technical College.
Il 9 maggio 2015, ha suscitato delle polemiche diffuse quando ha espulso 3 giocatori dello Shenhua in un derby di Shanghai tra Shanghai SIPG e Shanghai Shenhua nella Super League cinese, la partita è finita 5-0 contro SIPG.
Il 23 febbraio 2019 è stato annunciato che Ma Ning era stato assunto dalla CFA per diventare uno degli arbitri professionisti in Cina.
Il 19 maggio 2022, Ma è stato selezionato come uno dei 36 arbitri per la Coppa del Mondo FIFA 2022, diventando il secondo arbitro cinese a raggiungere questo obiettivo da Lu Jun nel 2002.
Il 21 agosto 2022, durante una partita della Super League cinese tra il fiume Wuhan Yangtze e l'Henan Songshan Longmen, Ma è stato deliberatamente travolto dall'attaccante del Songshan Longmen Henrique Dourado, che è stato successivamente espulso per comportamento violento. La partita è finita 2-2. Cinque giorni dopo, la federazione cinese ha annunciato una sospensione di 12 mesi a Dourado, che è stata la sanzione più severa nella storia della Super League cinese.
Nel 2024 viene convocato come arbitro della Coppa d'Asia, dove dirige due incontri della fase a gironi, il quarto di finale tra Iran e Giappone e la finalissima tra Qatar e Giordania.